# Hillard von Thiessen
Hillard von Thiessen (* 24. Februar 1967 in Mannheim) ist ein deutscher Frühneuzeithistoriker. Er lehrt als Professor an der Universität Rostock.
Von Thiessen studierte 1988 bis 1995 Geschichte, Anglistik und Politologie an den Universitäten Kiel, Edinburgh und Freiburg im Breisgau, bis er mit der Arbeit „Die Endphase der Hexenverfolgung in Freiburg im Breisgau (1632–1677)“, die 1997 mit dem Waldseemüllerpreis der Universität Freiburg ausgezeichnet wurde, den Magister Artium erwarb. Von 1997 bis 2000 war er Promotionsstipendiat des Evangelischen Studienwerks Villigst und wurde 2001 in Freiburg mit der Arbeit „Die Kapuziner – ein Reformorden zwischen Konfessionalisierung und Alltagskultur. Vergleichende Fallstudie am Beispiel Freiburgs und Hildesheims, 1599–1750“ promoviert. Anschließend war er von 2000 bis 2003 Wissenschaftlicher Mitarbeiter von Wolfgang Reinhard im DFG-Projekt „Europa im System römischer Mikropolitik (1605–1621)“ und 2003 bis 2005 Post-Doc-Stipendiat der Gerda Henkel Stiftung mit dem Projekt „Außenbeziehungen in Netzwerken. Außenpolitik und Verflechtung zwischen Spanien und dem Kirchenstaat, 1605–1621“. Von 2005 bis 2007 war er Assistent von Christian Windler in Bern, an der er sich 2007 mit der Arbeit „Grenzüberschreitende Patronage und Diplomatie vom type ancien. Die spanisch-römischen Beziehungen im Pontifikat Pauls V. (1605–1621) in akteurszentrierter Perspektive“ habilitierte. 
Von 2007 bis 2012 vertrat er den Lehrstuhl für die Geschichte der Frühen Neuzeit an der Universität zu Köln, von 2012 bis 2013 dann an der Universität Rostock. Den dortigen Lehrstuhl bekleidet er seit dem Sommersemester 2013.

## Schriften
- mit Rüdiger Hitz: Familie, Arbeit und Alltag in Hinterzarten 1600 bis 1900, hrsg. v. Helmuth Schubert, Konstanz 1998, ISBN 978-3-79770396-5.
- Die Kapuziner zwischen Konfessionalisierung und Alltagskultur. Vergleichende Fallstudie am Beispiel Freiburgs und Hildesheims 1599–1750 (= Rombach Wissenschaften – Reihe Historiae, Bd. 13), Freiburg 2002, ISBN 978-3-79309295-7.
- Diplomatie und Patronage. Die spanisch-römischen Beziehungen 1605–1621 in akteurszentrierter Perspektive (= Frühneuzeit-Forschungen, Bd. 16), Epfendorf 2010, ISBN 978-3-92847182-4.
- mit Christian Windler (Hrsg.): Akteure der Außenbeziehungen: Netzwerke und Interkulturalität im historischen Wandel (= Externa, Bd. 1), Böhlau, Köln 2010, ISBN 978-3-412-20563-8.
- Das Sterbebett als normative Schwelle. Der Mensch in der Frühen Neuzeit zwischen irdischer Normenkonkurrenz und göttlichem Gericht. In: Historische Zeitschrift 295 (2012), S. 625–659.
- (Mithrsg.): Das Geschlecht der Diplomatie. Geschlechterrollen in den Außenbeziehungen vom Spätmittelalter bis zum 20. Jahrhundert, Böhlau, Köln 2014, ISBN  978-3-412-22198-0.
- mit Arne Karsten (Hrsg.): Normenkonkurrenz in historischer Perspektive (= Zeitschrift für Historische Forschung, Beiheft 50). Berlin 2015.